# Carlo Ramous
Pour les articles homonymes, voir Ramous (homonymie).
Carlo Ramous (Milan, 2 juin 1926 - 16 novembre 2003) est un sculpteur italien.
Formé à l'Accademia di Brera auprès de Marino Marini, il a réalisé plus de 300 pièces pour la plupart non-figuratives, dont certaines, monumentales et pour la plupart en métal.
Ses trois plus célèbres créations sont Il gesto per la libertà, place Conciliazione et Finestra nel cielo, place Miani, à Milan ainsi que le monument du Chou Park de Chiba (Japon).

Sculptures par Carlo Ramous photographiées dans son atelier de Milan par Paolo Monti, 1960
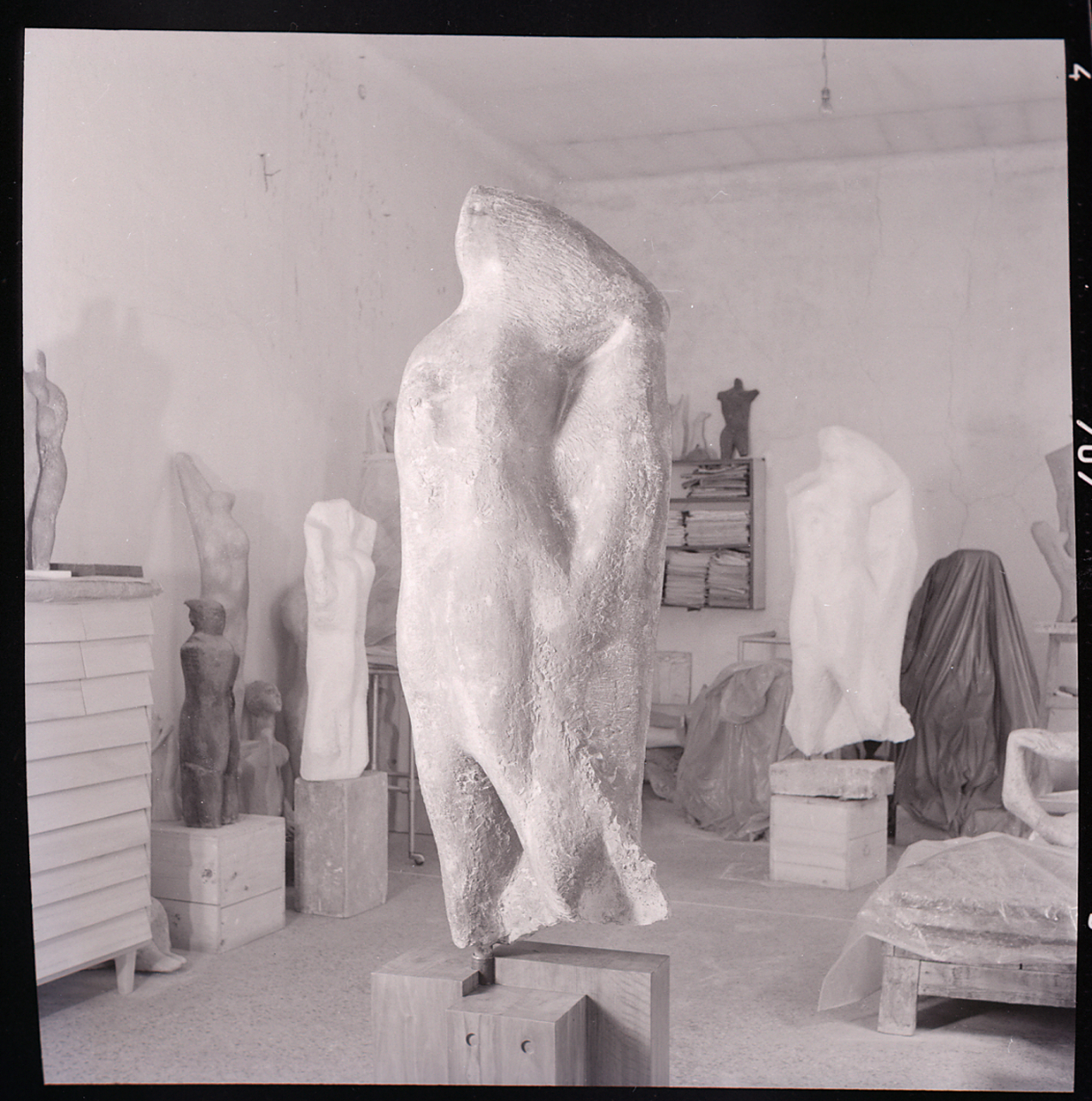
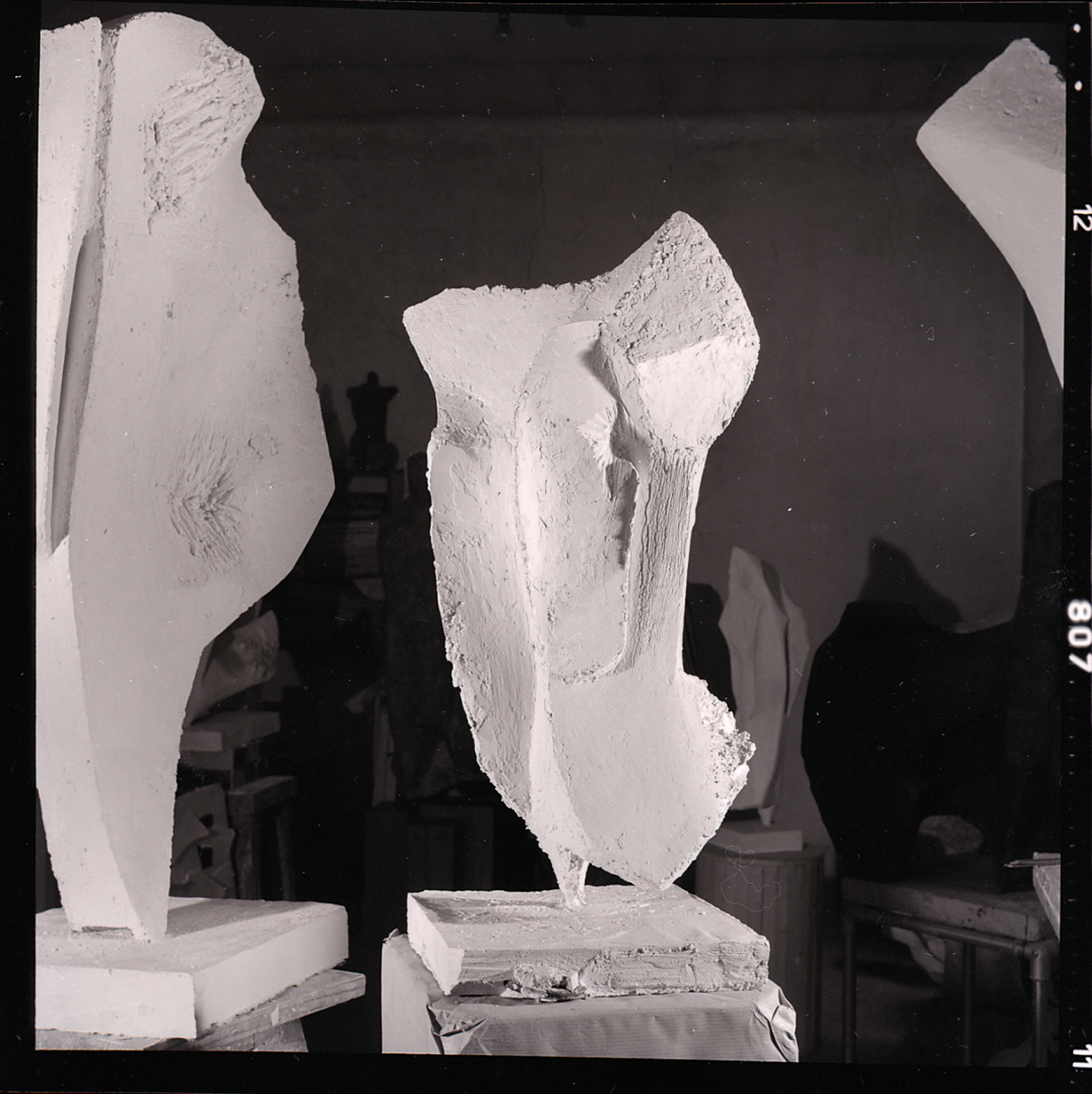
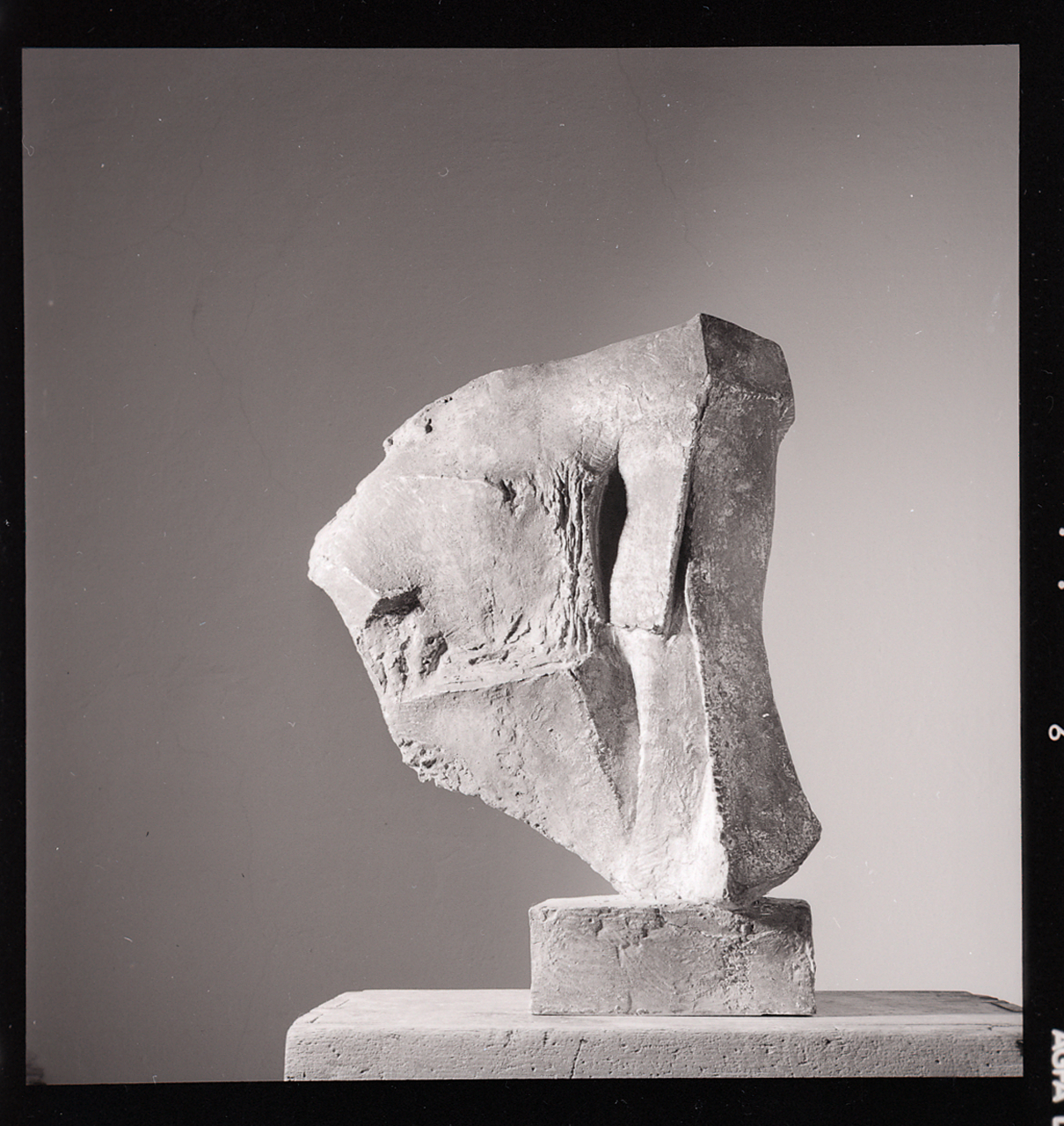

## Sources
- Sur le site Scultura Italiana